# 出石駅
出石駅（いずしえき）は、かつて兵庫県出石郡出石町（現・豊岡市）にあった出石鉄道の駅（廃駅）である。

## 歴史
- 1929年（昭和4年）7月21日：開業[1]。
- 1944年（昭和19年）5月1日：休止[1]。
- 1970年（昭和45年）7月20日：出石鉄道の廃線に伴い廃止[1]。

## 駅構造
旅客ホーム、貨物ホーム、機回り線、留置線が各1線、機関庫、車庫が各1棟あり、給水給炭設備が備えられていた。1943年（昭和18年）に単端式ガソリンカー導入のため簡易転車台を設置した。

## 隣の駅
出石鉄道
鳥居駅 - 出石駅

## 参考書籍
- 安保彰夫『出石鉄道 - 二千人の株主が支えた鉄道』（初版）ネコ・パブリッシング〈RM LIBRARY 131〉、2010年7月1日。ISBN 978-4-7770-5289-9。